# Inopeplus jugularis
Inopeplus jugularis is een keversoort uit de familie platsnuitkevers (Salpingidae). De wetenschappelijke naam van de soort werd in 1899 gepubliceerd door David Sharp.